# ABB
ABB Ltd (ursprungligen Asea Brown Boveri) är ett globalt teknikbolag som skapar produkter, lösningar och tjänster inom bland annat automation, elektrifiering och digitalisering. ABB-koncernens bolag verkar i omkring 100 länder och har ungefär 105 000 medarbetare.

## Historia
Efter att ha studerat de nya system för elektrisk belysning som utvecklats i Tyskland och England bildade Ludvig Fredholm (1830–1891) tillsammans med Georg Wenström (1857–1927) och hans äldre bror Jonas Wenström (1855–1893) bolaget Elektriska Aktiebolaget i Stockholm 1883. Efter en sammanslagning med Wenströms & Granströms Elektriska Kraftbolag bildades slutligen Allmänna Svenska Elektriska Aktiebolaget (Asea) 1890. Bolaget kom bland annat att ha en nyckelroll för utvecklingen av den svenska industrin då man möjliggjorde starkströmsöverföring över långa sträckor så att Norrlands vattenkraft kunde användas till industrin lokaliserad längre söderut i Sverige.
Brown Boveri bildades i Baden i Schweiz 1891 av Charles Eugene Lancelot Brown och Walter Boveri som arbetade på Maschinenfabrik Oerlikon.

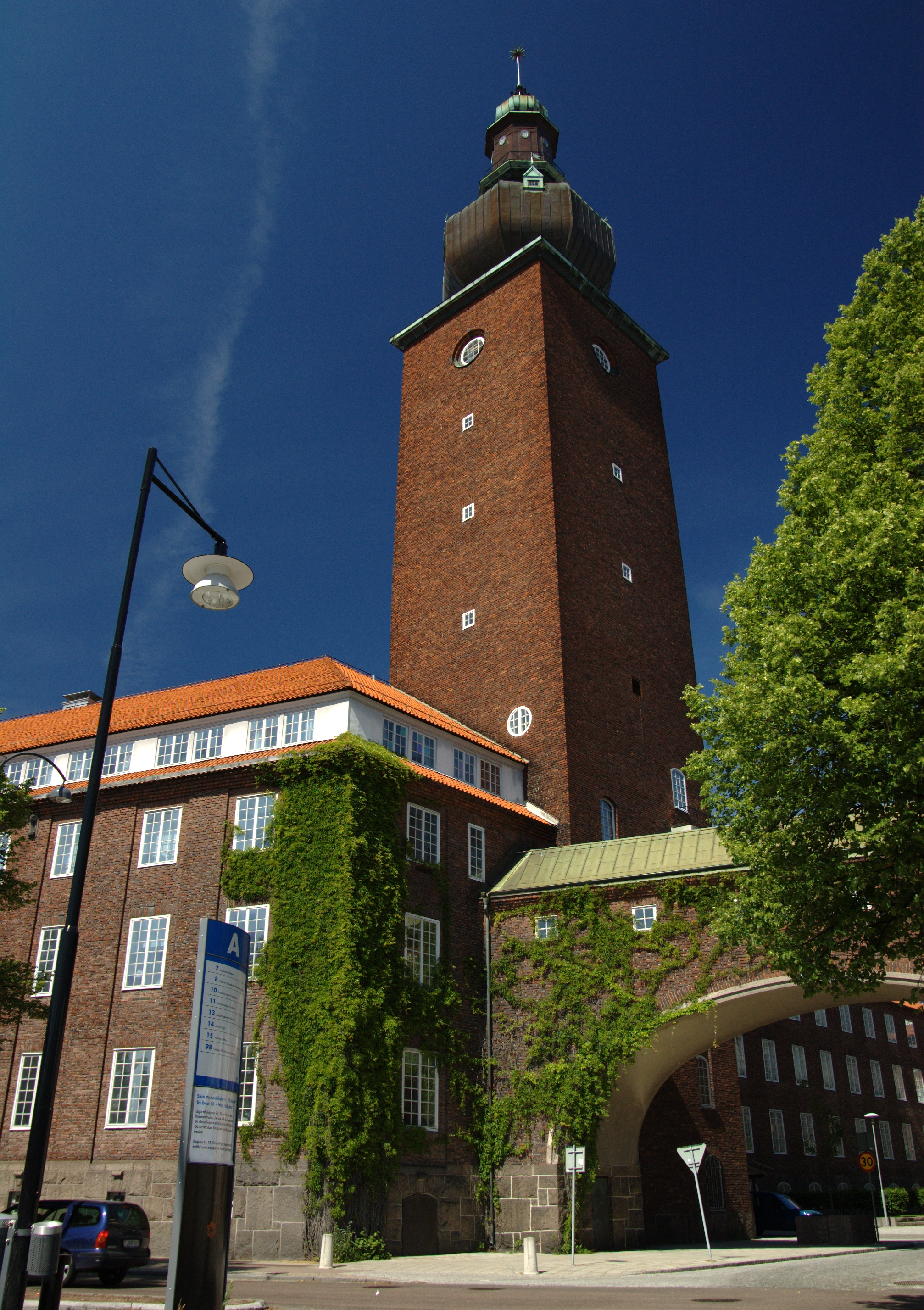
ABB:s kontor Ottarkontoret i Västerås.

1988  gick Asea och Brown Boveri samman och bildade ABB (Asea Brown Boveri Ltd), ett av världens största företag med inriktning mot elkraft. De följande åren kom den nya storkoncernen att förvärva flera företag bland annat Elsag Bailey Process Automation och även avyttra sin verksamhet inom kärnkrafts-, kraftgenererings- och tågverksamhet.
2017 avyttrades High Voltage Cables i Karlskrona och såldes till NKT Cables.
Juli 2020 slutförde ABB avyttringen av sin andel i Hitachi ABB Power Grids, till 'Hitachi Energy' som del i en decentralisering och för att behålla ABB:s fokus på industriella kunder. Även verksamheten i Ludvika, som utvecklar och tillverkar högspänningslikriktare och annan elnätsmateriel, ingick i försäljningen.

## ABB idag
Bolaget är uppdelat i affärsområden, som i sin tur är uppbyggda av divisioner, affärsområdena är:
- Electrification -lågspänningsprodukter, KNX-systemet med mera.[5]
- Robotics & Discrete Automation - kombinerar lösningar inom maskin- och fabriksautomation, främst från B&R, som förvärvades 2017, med ett omfattande erbjudande inom robotiklösningar och applikationer.[6]
- Process Automation -instrumentering, automation och optimering för industriella processer.[7]
- Motion -erbjuder ett brett utbud av elmotorer, generatorer, drivsystem och tjänster samt integrerade digitala lösningar för drivlinor.[8]

ABB:s 
huvudkontor ligger i Zürich, men bolaget har även stor verksamhet i till exempel tyska Mannheim och andra starkt industriellt präglade städer.
I Sverige har företaget ABB AB runt 4000 medarbetare på cirka 25 orter, till exempel Umeå, Stockholm, Göteborg, Alingsås, Norrköping, Sundsvall och Uddevalla, men främst i Västerås som har huvudkontor för Sverige, verksamhet inom alla affärsområden och är en av ABB:s största forskningsanstalter. 
Bolaget är även titelsponsor för den internationella racingserien "ABB Formula E Championship".

## Företagsledning

### Styrelseordförande
- Peter Wallenberg, 1988–1996
- Percy Barnevik, 1996–2001
- Jürgen Dormann, 2001–2007
- Hubertus von Grünberg, 2007–2015
- Peter Voser, 2015–

### Verkställande direktörer
- Percy Barnevik, 1988–1996
- Göran Lindahl, 1996–2000
- Jörgen Centerman, 2001–2002
- Jürgen Dormann, 2002–2004
- Fred Kindle, 2005–2008
- Michel Demaré, 2008 (tf.)
- Joseph M. Hogan, 2008–2013
- Ulrich Spiesshofer, 2013–2019
- Peter Voser, 2019–2020 (tf.)
- Björn Rosengren, 2020–2024
- Morten Wierod, 2024–

## Samarbete med högskolor och universitet
Företaget är en av medlemmarna, benämnda Partners, i Handelshögskolan i Stockholms partnerprogram för företag som bidrar finansiellt till högskolan och nära samarbetar med den vad gäller forskning och utbildning.

## Kontroversiella affärer
Under 2000-talet levererade ABB system och utrustning till kärnkraftverk i Nordkorea. ABB öppnade ett kontor i huvudstaden Pyongyang och kärnkraftsavtalet skrevs under år 2000. Avtalet var värt 200 miljoner dollar. USA:s tidigare försvarsminister Donald Rumsfeld satt i styrelsen för ABB när kärnkraftsavtalet skrevs under.